# Хладан лем
Хладан лем је један од најчешћих кварова који се јавља у електронским уређајима. Калај као основни везивни материјал-метал се, у растопљеном стању, при темеператури око 270 °C, наноси на штампану плочу да би остварио електро-проводни спој између компонети и штампане плоче.
Хладан лем је недовољно растопљени и загрејани калај који се кристализује и ствара се веза која има прелазни отпор јер контакт између метала није остварен у пуном смислу. Временом долази до оксидације споја те се прелазни отпор повећава док не дође до сталног или повремених прекида. При томе је тај прекид углавном невидљив голим оком.
Пошто се на штампану плочу поставе компоненте исте се, било ручно – лемилицама, било машински на калајним купатилима, спајају са штампаном плочом да би се остварила одређена електрична шема. 
У моменту наношења растопљеног калаја потребно је да сама операција лемљења траје колико треба – пар секунди јер дужи временски период може да оштети компоненте (прегоревање) и штампану плочу (кривљење) а сувише кратак период за последицу има појаву хладног лема.
Повремени прекиди су нарочито тешки за уочавање јер се јављају као прекид тек када се уређај загреје а некада се могу, привремено, отклонити ударањем уређаја.
Хладни лемови се могу избећи предгревањем компонети које се леме, коришћењем квалитетног калаја специјално предвиђеног за ове намене, стручним лемљењем као и одговарајућим квалитетним алатом.